# Michael Small
Michael Small (New York, 30 mei 1939 – aldaar, 24 november 2003) was een Amerikaanse filmcomponist. Hij maakte de soundtracks voor thrillers als The Parallax View (1974), Marathon Man (1976) en The Star Chamber (1983) en werkte regelmatig samen met regisseur Alan J. Pakula.

## Biografie
Michael Small werd in 1939 geboren in New York. Zijn vader, Jack, was een theateracteur en algemeen directeur van het theaterproductiebedrijf The Shubert Organization. Hij studeerde aan Williams College in Massachusetts en aan de Harvard-universiteit. Hij behaalde een diploma in de richting Engelse literatuur.
Small leerde op jonge leeftijd piano spelen. Na zijn studies begon hij met het componeren van soundtracks voor televisie. In 1969 maakte hij met Out of It zijn debuut als filmcomponist. In de jaren 1970 brak hij door met zijn soundtracks voor de paranoiathrillers Klute (1971), The Parallax View (1974) en Marathon Man (1976). Daarnaast werkte hij ook mee aan bekende producties als The Stepford Wives (1975), Comes a Horseman (1978) en The Postman Always Rings Twice (1981).
Small overleed op 64-jarige leeftijd aan prostaatkanker.

## Filmografie
| Jaar | Film                                                          | Regisseur(s)                |
| ---- | ------------------------------------------------------------- | --------------------------- |
| 1969 | Out of It                                                     | Paul Williams               |
| 1970 | Jenny                                                         | George Bloomfield           |
| 1970 | The Revolutionary                                             | Paul Williams               |
| 1970 | Puzzle of a Downfall Child                                    | Jerry Schatzberg            |
| 1971 | The Sporting Club                                             | Larry Peerce                |
| 1971 | Klute                                                         | Alan J. Pakula              |
| 1972 | Dealing: Or the Berkeley-to-Boston Forty-Brick Lost-Bag Blues | Paul Williams               |
| 1972 | Child's Play                                                  | Sidney Lumet                |
| 1973 | Love and Pain and the Whole Damn Thing                        | Alan J. Pakula              |
| 1973 | Portrait of a Railroad                                        | Harvey Lloyd                |
| 1974 | The Parallax View                                             | Alan J. Pakula              |
| 1975 | The Stepford Wives                                            | Bryan Forbes                |
| 1975 | Night Moves                                                   | Arthur Penn                 |
| 1975 | The Drowning Pool                                             | Stuart Rosenberg            |
| 1976 | Marathon Man                                                  | John Schlesinger            |
| 1977 | Pumping Iron                                                  | George Butler, Robert Fiore |
| 1977 | Audrey Rose                                                   | Robert Wise                 |
| 1978 | The Driver                                                    | Walter Hill                 |
| 1978 | Girlfriends                                                   | Claudia Weill               |
| 1978 | Comes a Horseman                                              | Alan J. Pakula              |
| 1979 | The China Syndrome                                            | James Bridges               |
| 1979 | Going in Style                                                | Martin Brest                |
| 1980 | Those Lips, Those Eyes                                        | Michael Pressman            |
| 1981 | The Postman Always Rings Twice                                | Bob Rafelson                |
| 1981 | Continental Divide                                            | Michael Apted               |
| 1981 | Rollover                                                      | Alan J. Pakula              |
| 1982 | La donna giusta                                               | Paul Williams               |
| 1983 | The Star Chamber                                              | Peter Hyams                 |
| 1984 | Kidco                                                         | Ronald F. Maxwell           |
| 1984 | Firstborn                                                     | Michael Apted               |
| 1985 | Target                                                        | Arthur Penn                 |
| 1986 | Dream Lover                                                   | Alan J. Pakula              |
| 1986 | Nobody's Child                                                | Lee Grant                   |
| 1986 | Brighton Beach Memoirs                                        | Gene Saks                   |
| 1987 | Black Widow                                                   | Bob Rafelson                |
| 1987 | Jaws: The Revenge                                             | Joseph Sargent              |
| 1987 | Orphans                                                       | Alan J. Pakula              |
| 1987 | Heat and Sunlight                                             | Rob Nilsson                 |
| 1988 | 1969                                                          | Ernest Thompson             |
| 1989 | See You in the Morning                                        | Alan J. Pakula              |
| 1990 | Mountains of the Moon                                         | Bob Rafelson                |
| 1990 | American Dream                                                | Barbara Kopple              |
| 1991 | Mobsters                                                      | Michael Karbelnikoff        |
| 1992 | Consenting Adults                                             | Alan J. Pakula              |
| 1994 | Wagons East!                                                  | Peter Markle                |
| 1998 | Into My Heart                                                 | Sean Smith, Anthony Stark   |
| 2000 | The Endurance: Shackleton's Legendary Antarctic Expedition    | George Butler               |